# Torquato Tasso
Torquato Tasso (n. 11 martie 1544, Sorrento, Regatul Neapolelui – d. 25 aprilie 1595, Roma, Statele Papale) a fost un poet italian, unul din cei mai însemnați reprezentanți ai Renașterii italiene. Cea mai cunoscută operă a sa este epopea în versuri "La Gerusalemme liberata" ("Ierusalimul eliberat", 1581).

## Viața și opera
Torquato Tasso s-a născut la Sorrento, fiu al poetului Bernardo Tasso, de origine nobilă, aparținând familiei Della Torre. A studiat mai întâi la Universitatea din Bologna și apoi, din 1560, Dreptul și Filozofia la Universitatea din Padova. În Padova, scrie prima sa operă, epopeea cavalerească "Rinaldo" (1562). În 1565 intră în serviciul cardinalului Luigi d'Este în Ferrara iar în 1572 ocupă o funcție înaltă la curtea ducelui Alfonso II din Ferrara, fratele cardinalului. Familia d'Este era cunoscută ca mecenați ai artelor, susținători - printre alții - ai poeților Ludovico Ariosto și Matteo Maria Boiardo. În anul 1573, Tasso termină poemul pastoral "Aminta", o prezentare idealizată în versuri a vieții de curte.
În 1575 termină epopeea pe tema primei cruciade, "La Gerusalemme liberata", care va apare în 1581. Opera, în care se amestecă episoade cavalerești cu fantezii romanești, reprezintă - sub forma unei legături între problemele religioase de actualitate ale Contrareformei și epopeile eroice clasice - un punct culminant al poeziei Renașterii. 
În a doua jumătate a anului 1574 suferă de o boală febrilă neclară, după care, începând din 1575 are tulburări mintale cu idei de persecuție și acte de violență, ceea ce determină internarea sa în ospiciul Sant'Anna din Ferrara. În timpul celor șapte ani petrecuți acolo revede și prelucrează epopeea "Ierusalimul eliberat" și redactează eseuri, dialoguri și poezii. La intervenția Ducelui Alfonso de Mantua, este eliberat din ospiciu în luna iulie a anului 1586.
Tasso rămâne un timp în la Curtea ducală din Mantua și termină acolo tragedia în versuri "Il re Torrismondo" (1587). Părăsește Mantua și, timp de câțiva ani, pelegrinează prin diverse orașe ale Italiei, în care timp încearcă să modifice structura inițială a operei sale majore. A doua ediție, cu mult inferioară celei originale, apare în 1593 la Roma cu titlul "La Gerusalemme conquistata" ("Ierusalimul cucerit"), și este dedicată mecenatului său, cardinalul Cinzio Aldobrandini. 
Deși renumele lui Torquato Tasso se bazează în primul rând pe poemele sale epice și dramatice, nu se pot ignora creațiile sale în domeniul liricei. Cele peste 1700 poezii (sonete, madrigale, Canzone, balade) apar în volumele "Rime" (1581-1582), "Rime et prosa" (1583), "Rime spirituali" (1597). Din creațiile sale în proză sunt de menționat "Dialoghi" (1581), pe teme literare și filozofice, și "Discorsi dell'arte poetica e in particolare sopra il poema eroica" ("Studiu asupra artei poetice și în special asupra poemului eroic", 1587.
În Roma, Papa Clement VIII inițiază ceremonia încoronării lui Torquato Tasso cu cununa de lauri a poeților. Cu puțin timp înaintea festivității ce trebuia să aibă loc la Campidoglio ("Capitoliu") în Roma, poetul moare la 25 aprilie 1595. În secolele al XVIII-lea și al XIX-lea, Tasso este prezentat de diverși literați ca figură simbolică a tragediei geniului neînțeles. A exercitat o deosebită influență asupra creației lui Lord Byron, Goldoni, Goethe. Goethe a scris o dramă cu titlul "Torquato Tasso" (1790), pe tema vieții artistului. În România, Alexandru Balaci a publicat un studiu foarte documentat asupra poetului italian.